# Sebranice u Boskovic
Sebranice (deutsch Sebranitz) ist eine Gemeinde in Tschechien. Sie liegt sieben Kilometer westlich von Boskovice und gehört zum Okres Blansko.

## Geographie
Sebranice befindet sich am östlichen Fuße der Nedvědická vrchovina in der Boskowitzer Furche. Das Dorf erstreckt sich im Tal des Baches Sebránek. Nördlich erhebt sich der Podsedky (421 m), im Südwesten der Chlum (511 m) und westlich der Štrobůj kopec (474 m). Durch Sebranice führt die Staatsstraße I/19 nach Kunštát; sie zweigt östlich des Dorfes von der Staatsstraße I/43/E461 ab. Südöstlich des Ortes befinden sich die Dämme der unvollendeten Reichsautobahn Wien-Breslau.
Nachbarorte sind Lhota und Sasina im Norden, Svitávka im Nordosten, Vaculka und Mladkov im Osten, Skalice nad Svitavou und Jabloňany im Südosten, Krhov, Pohodlí und Voděrady im Süden, Zbraslavec im Südwesten, Víska, Podchlumí und Kunštát im Westen sowie Újezd und Nýrov im Nordwesten.

## Geschichte

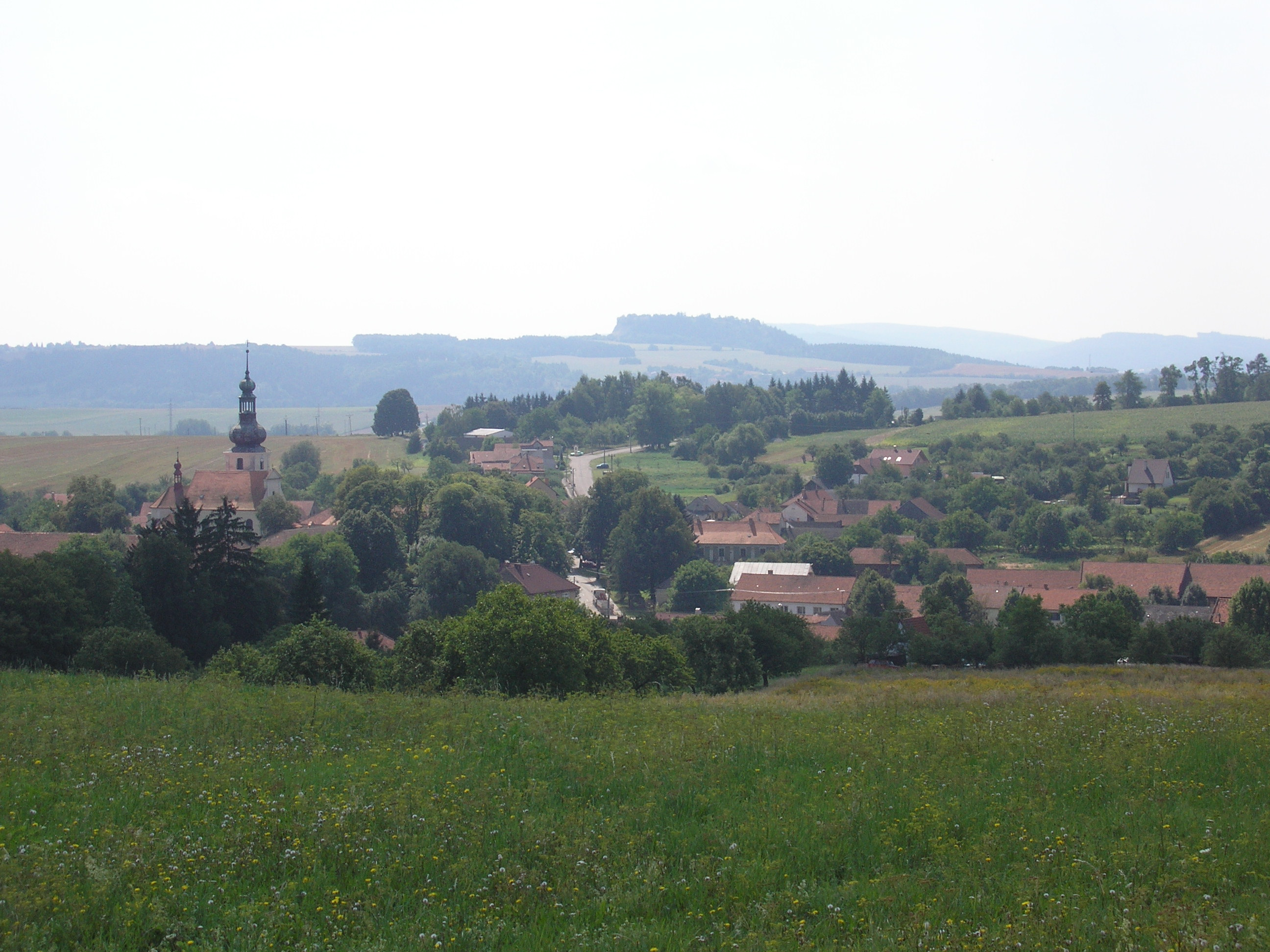
Ortsansicht

Die erste urkundliche Erwähnung des Dorfes erfolgte im Jahre 1043, als Herzog Břetislav I. die Gegend der Familie seines Gefolgsmannes Eppo überließ. Wahrscheinlich wurde das Dorf kurz zuvor gegründet, nachdem Břetislav I. 1031 die Kolonisation des Urwaldes an der Grenze zwischen Mähren und Böhmen bewilligt hatte. Später erwarb den Benediktinerstift Břevnov die Güter bis zur Svitava und übertrug sie dem Kloster Rajhrad. Ursprünglich wurde das Dorf als Cebranice und Čebranice bezeichnet. Die Feste Sebranice erlosch in der Mitte des 13. Jahrhunderts. Im Jahre 1258 tauschte der Břevnover Abt Martin die Sebranicer Güter mit Bohuslav von Hohlenstein gegen Sobotovice ein. 1348 erwarben die Herren von Boskowitz Sebranice. In der zweiten Hälfte des 15. Jahrhunderts setzten häufige Besitzerwechsel ein. Zu den Besitzern des Dorfes gehörte während dieser Zeit u. a. ab 1481 Vilém von Zviřetice und Sebranice. 1549 erwarb Ladislav Velen von Boskowitz Sebranice und schloss die Güter an die Herrschaft Boskovice an. Östlich des Dorfes führte seit dem Mittelalter der Strenitzer Landessteig nach Böhmen. Am Goldenbrunn befand sich eine Mautstation und Ausspanne. Ab 1740 wurde der alte Handelsweg zur Kaiserstraße von Brünn über Olmütz nach Breslau ausgebaut. Während des Österreichischen Erbfolgekrieges zog 1742 ein kursächsisches Regiment durch Sebranice. 1748 folgten russische Truppen, die zahlreiche Verwundete mit sich führten. Sie begruben vier Tote an der Stelle, wo schon sechs Jahre zuvor ein sächsischer Soldat beerdigt worden war. 1749 schlug ein Teil des Nischni Nowgoroder Regiments für 102 Tage bei Sebranice sein Winterlager auf. Nach der Errichtung weiterer Kaiserstraßen von Brünn nach Letovice und Jihlava wurde in den 1750er Jahren an dem bedeutenden Straßenkreuz die Poststation Goldenbrunn – Zlatá studna als Hauptpoststation für die Gegend von Boskovice und Kunštát errichtet.
Nach der Ablösung der Patrimonialherrschaften bildete Sebránice ab 1850 eine Gemeinde in der Bezirkshauptmannschaft Boskovice. In den Jahren 1939 bis 1941 erfolgten südöstlich des Dorfes Bauarbeiten für die Reichsautobahn Wien-Breslau. Zum Ende des Zweiten Weltkrieges hielten die Reste der Heeresgruppe Mitte seit April 1945 die strategisch wichtige Kreuzung in Goldenbrunn besetzt und verminten die Brücke über den Sebránek. Am 9. Mai 1945 ergriffen die deutschen Truppen die Flucht. Seit Beginn des Jahres 1961 gehört die Gemeinde zum Okres Blansko. 1973 entstand die Straße nach Voděrady.

## Gemeindegliederung
Für die Gemeinde Sebranice sind keine Ortsteile ausgewiesen. Grundsiedlungseinheiten sind Sebranice und Vaculka (Goldenbrunn).

## Sehenswürdigkeiten
- Kirche Maria Himmelfahrt, errichtet im 13. Jahrhundert. In der Kirche sind Mauerreste eines Sanktuarium aus dem 13. Jahrhundert erhalten.
- Pfarrhaus
- alte Vogtei mit Schindelbedachung, errichtet 1732
- Speicher žudr, der historische Ständerbau wurde auf sechs Holzpfeilern errichtet
- ehemalige Ausspanne Zlatá studna in Vaculka
- Freiheitsdenkmal (Boží muka svobody) an der Straßenkreuzung in Vaculka, das teils als Urnensäule und Betsäule errichtete Denkmal wird flankiert von Grabsteinen für fünf Einwohner, die zwischen 1942 und 1945 dem nationalsozialistischen Terror zum Opfer fielen.
- Betsäule an der Stelle eines kleinen Soldatenfriedhofes aus dem Österreichischen Erbfolgekrieg, errichtet in der zweiten Hälfte des 18. Jahrhunderts